# 圣母升天主教座堂 (归仁)
归仁圣母升天主教座堂（Nhà thờ chính tòa Qui Nhơn）是天主教归仁教区的主教座堂，位于越南平定省归仁市海港坊（Phường Hải Cảng）陈兴道街122号。
1938年10月1日，主教开始建造新的主教座堂。1939年12月10日建成。教堂为十字形，长57.5米，宽22.6米，可容纳1,500人。。钟楼高47.2米。